# Ariane 2
Ariane 2 was een Europese draagraket, geproduceerd door de European Space Agency (ESA) tussen 1986 en 1989 als onderdeel van de Ariane-familie. De belangrijkste fabrikant voor de Ariane 2 was Aérospatiale, terwijl het hoofdbureau voor de ontwikkeling ervan het Centre National d'Etudes Spatiales (CNES) was, het ruimteagentschap van de Franse regering.
De ontwikkeling van de Ariane 2 werd goedgekeurd in juli 1979, maanden voorafgaand aan de eerste vlucht van de Ariane 1. De nieuwe draagraket, die sterk leek op zowel het ontwerp als de infrastructuur van de Ariane 1, werd gelijktijdig ontwikkeld met de Ariane 3, waarmee hij veel van zijn ontwerp deelde. Het vertegenwoordigde een vooruitgang van de Ariane 1 in plaats van een vervanging, maar was in staat om nog zwaardere ladingen in een geostationaire baan (GTO) te tillen. De Ariane 2 werd grotendeels binnen twee jaar ontwikkeld en voerde zijn eerste vlucht uitop 31 mei 1986, eigenlijk achter de Ariane 3 aan. Tijdens zijn korte levensduur, de laatste lancering van de Ariane 2, die plaatsvond op 2 april 1989, was de Ariane-familie commercieel steeds concurrerender geworden en werd deze eind jaren tachtig de marktleidende draagraket voor de wereldmarkt.

## Ontwikkeling
In 1973 besloten elf landen om samen te werken op het gebied van ruimteverkenning en vormden ze een nieuwe internationale organisatie om deze missie uit te voeren, de European Space Agency.  Zes jaar later, in december 1979, werd de komst van een capabel Europees lanceersysteem voor eenmalig gebruik gemarkeerd toen de eerste Ariane 1- draagraket met succes werd gelanceerd vanuit het Guyana Space Center in Kourou (Frans Guyana).  De Ariane 1 werd al snel beschouwd als een capabele en competitieve raket in vergelijking met concurrerende platforms die door de Sovjet-Unie en de Verenigde Staten werden aangeboden. Maar zelfs voordat de draagraket in dienst kwam, was er een sterke wens om snel verbeterde derivaten te produceren die in staat zouden zijn om zwaardere ladingen aan te kunnen dan de Ariane 1. Deze verlangens zouden resulteren in de creatie van zowel de Ariane 2 als de Ariane 3.
Hoewel het initiatief voor het eerst werd voorgesteld in 1978, voorafgaand aan de eerste vlucht van de Ariane 1, werd de goedkeuring om met de eerste ontwikkelingsfase te beginnen pas in juli 1979 verkregen. Het grootste deel van de ontwikkelingswerkzaamheden aan de nieuwe draagraket vond plaats tussen 1980 en 1982. De Ariane 2 werd ontworpen om te voldoen aan de toekomstige vraag naar de levering van ladingen van twee ton in een geostationaire baan. Volgens luchtvaarthistoricus Brian Harvey was de Ariane 3, ondanks de gekozen nummering, de directe opvolger van de Ariane 1 in plaats van de Ariane 2, zoals logischerwijs zou kunnen worden aangenomen. Het belangrijkste bureau achter de ontwikkeling van de Ariane 2 was het Centre National d'Etudes Spatiales(CNES), terwijl het leidende bedrijf voor zijn productie de Franse luchtvaartfabrikant Aérospatiale was.
Om de kosten laag te houden, gaf CNES aan dat alleen geteste technologieën konden worden geïmplementeerd in de verbeteringen van de draagraket; in feite was er geen budget voorzien om nieuwe testreeksen uit te voeren. Bovendien was het beperkt tot het gebruik van het bestaande lanceerplatform en de verwerkingsfaciliteiten die voor de Ariane 1 waren opgezet, en was er geen ruimte voor herinrichting van de Ariane-productielijn. Een nieuw stuk infrastructuur dat was toegestaan, was de aanleg van volgapparatuur in Ivoorkust; de bestaande infrastructuur in Brazilië die door de Ariane 1 werd gebruikt, was minder geschikt vanwege de betere prestaties van de Ariane 2, die een ander stijgingsprofiel volgde dan zijn voorganger. Prestatieverbeteringen werden bereikt op verschillende manieren, zoals de langwerpige brandstoftanks van de derde trap om 30 procent meer brandstof te vervoeren, verhoogde verbrandingsdruk in meerdere fasen, een nieuwe, steviger tussentankstructuur die de toevoeging van vastebrandstofmotoren ondersteunde en de goedkeuring van een nieuw brandstofmengsel.
De voltooide Ariane 2 is grotendeels identiek aan de Ariane 3, het enige grote verschil is het ontbreken van extra SRB's, waardoor de Ariane 3 een grotere vrachtcapaciteit heeft tegen hogere kosten per massaeenheid. De vrachtcapaciteit van de Ariane 2 naar een geostationaire overgangsbaan, was 217 kg meer dan die van de Ariane 1.

## Lanceergeschiedenis
De Ariane 2 vloog voor het eerst op 31 mei 1986, tijdens welke ze de Intelsat VA F-14 satelliet aan boord had. De derde trap had echter een gedeeltelijke ontsteking gevolgd door een nieuwe ontsteking boven de nominale druk. Dit leidde tot het uitvallen van de motor. Omdat de bovenste trap van de Ariane 2 werd gedeeld met de andere Ariane-raketten, werden alle vluchten opgeschort tot 16 september 1987. Naar aanleiding van een onderzoek naar de anomalie in de ontstekings, werd besloten dat het plaatsen van krachtigere ontstekers het probleem voldoende zou verhelpen.  Ondanks dit incident bleef de betrouwbare reputatie van de Ariane-familie goed waardoor de verzekeringskosten voor de draagraket daalden totdat ze lager waren dan die van concurrerende Amerikaanse draagraketten. Gedurende de jaren tachtig werd het platform steeds competitiever op het wereldtoneel. Lanceerbedrijf Arianespace zou met de opvolgers tot ca. 2015 de marktleider blijven.
Na de herintroductie werden er nog vijf lanceringen van de Ariane 2 uitgevoerd, die allemaal succesvol waren. De laatste lancering van de Ariane 2 vond plaats op 2 april 1989 en bracht Tele-X met succes in een baan om de Aarde.  Volgens Harvey was de Ariane-familie al in 1986 de dominante serie lanceerinrichtingen op de wereldmarkt geworden.  Zelfs vóór de eerste vlucht van de Ariane 2 had de familie de meerderheid van de wereldwijde launcher-markt. Ondanks het relatieve succes werd de Ariane 2 snel vervangen door de nog capabelere Ariane 4, wat ertoe had geleid dat de lanceerinrichting slechts een relatief klein aantal lanceringen had uitgevoerd.
Ariane 1 · 
Ariane 2 ·
Ariane 3 ·
Ariane 4 ·
Ariane 5 ·
Ariane 6

Zie ook: Arianespace · Centre Spatial Guyanais